# Chiesa del Calvario (Santo Stefano di Camastra)
La chiesa del Calvario è un antico edificio religioso ubicato a Santo Stefano di Camastra (città metropolitana di Messina).

## Storia
Venne costruita nel 1800.
L'edificio religioso prende il nome di Chiesa della Madonna dei Sette Dolori ma viene popolarmente chiamata dagli stefanesi come chiesa del Calvario. La chiesa, dopo aver subito forti danni, venne sottoposta ad alcuni interventi di restauro.